# 橄輝無球粒隕石
橄輝無球粒隕石（Ureilite）是一種罕見的石隕石，具有非常不同於其它石隕石的獨特礦物成分。這種暗灰色或褐色的隕石類型以發現的俄羅斯莫爾多維亞共和國的村莊Novy Urey（西瑞爾文：Новый Урей）命名，隕石於1886年9月4日墜落在當地。ureilites值得注意的是Novo Urei和Goalpara（戈瓦爾巴拉）也是城鎮的名稱（座落在印度阿薩姆邦）。渺小的小行星2008 TC3在2008年10月7日進入地球的大氣層，在蘇丹的努比亞沙漠上空約37（23英里）處爆炸的。這顆小行星的碎片在12月被尋獲後，發現它也是橄輝無球粒隕石。科學家發現在2008 TC3存在著生命基礎的胺基酸，歷經了沒有預期和考慮到爆炸時大約1000 °C的高溫。

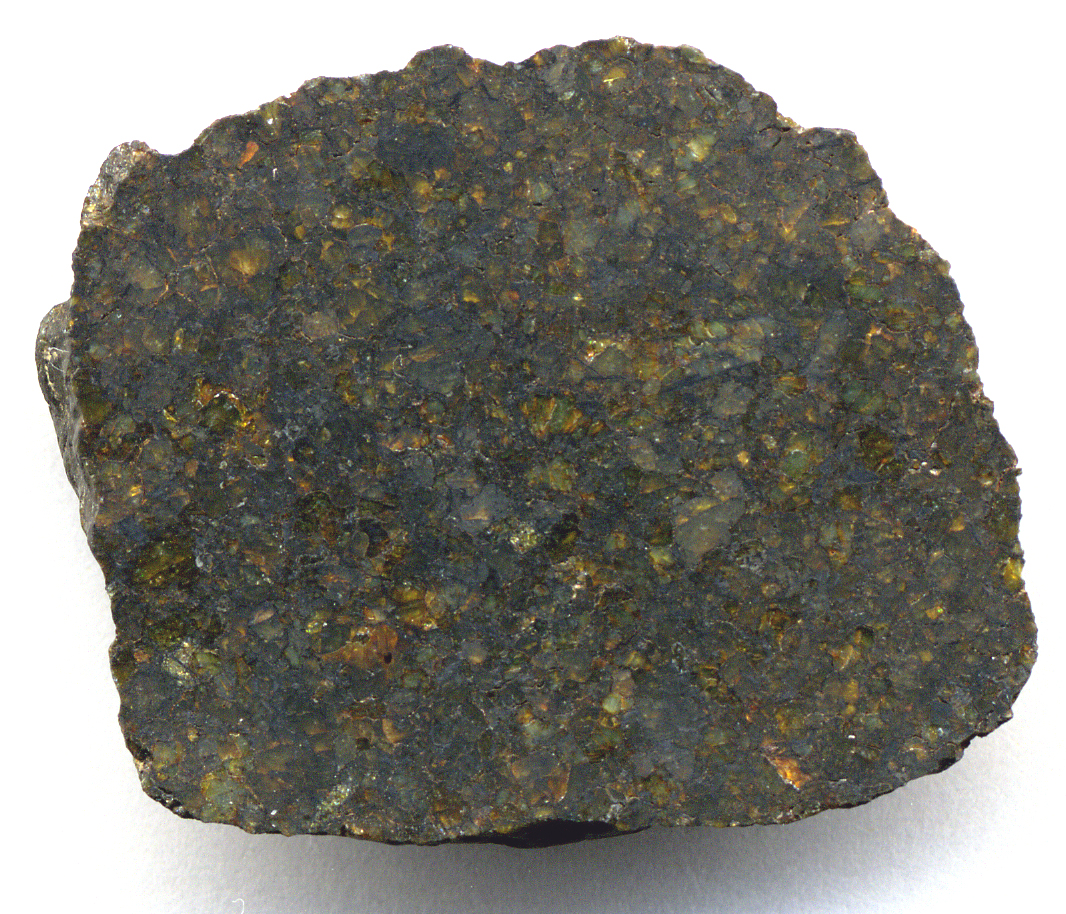
屬於橄輝無球粒隕石的NWA 4231隕石。

## 成分
橄輝無球粒隕石的專門名稱是橄欖石-易變輝石-無粒隕石。與大多數的其它隕石比較，橄輝無球粒隕石有高百分比含量的碳（平均重量百分比3%）是石墨和奈米鑽石的型態。這些鑽石的直徑很少超過微米，可能是其母體小行星與其它小行星撞擊產生高壓衝擊波造成的結果。橄輝無球粒隕石可以劃分為兩個子群：單相碎屑岩（monomict）和複相碎屑岩（polymict）。單相碎屑橄輝無球粒隕石的粗微粒橄欖石通常比輝石多。複相碎屑橄輝無球粒隕石是不同碎屑組成的混合物。

## 來源
未知。有些群的隕石來自單一物件（即火星、月球、灶神星），但尚未發現橄輝無球粒隕石的母體。之前撞擊地球的2008 TC3被確認是F-型小行星。
根據一種理論，橄輝無球粒隕石形成於母體的內部，由累積的晶體在內部形成橄輝無球粒隕石晶體層。來自橄輝無球粒隕石顆粒的排列擇優取向支持這種說法。另一種建議是，橄輝無球粒隕石是熔融液體被抽出之後的不熔材料的油渣。然而其它的想法是，它們是未曾融化過的未加工材料，或它們是碳質球粒隕石和玄武質岩石融化後的混合物。目前還不清楚橄輝無球粒隕石來自不同的母體，還是單一母體的物同地區。鑽石的存在，可以做為石墨經歷嚴重撞擊形成變質作用的結果，暗示了猛烈衝擊的歷史。